# Jonas Lössl
Jonas Lössl (sinh 1 tháng 2 năm 1989) là một cầu thủ bóng đá chuyên nghiệp người Đan Mạch chơi ở vị trí thủ môn tại
Giải bóng đá vô địch quốc gia Đan Mạch cho câu lạc bộ Midtjylland.

## Họ
Ông bà nội của Jonas Lössl là người Đức. Do đó, họ của anh được viết với chữ "ö" thay vì chữ "ø" vốn là ký tự trong tiếng Đan Mạch.

## Sự nghiệp câu lạc bộ

### FC Midtjylland
Anh là sản phẩm của học viện bóng đá FC Midtjylland, Lössl có trận ra mắt giải Danish Superliga với câu lạc bộ FC Midtjylland vào tháng 3 năm 2010. Anh chơi tổng cộng 137 cho câu lạc bộ.

### Guingamp
On ngày 5 tháng 6 năm 2014 FC Midtjylland reported that they had sold Lössl to French football club, Guingamp. After initially starting his first season as a backup keeper at the club, Lössl eventually established himself as the club's first-choice keeper in his two seasons at the club.

### Mainz 05
Ngày 16 tháng 6 năm 2016, một bài báo đưa tin Lössl đang chuyển tới câu lạc bộ Đức Mainz 05. Câu lạc bộ được phỏng vấn nói rằng họ dự định Lössl sẽ thay thế ngay lập tức thủ môn tiền nhiệm của đội bóng, Loris Karius, anh này vốn đã chuyển đến thi đấu cho Liverpool.

#### Huddersfield Town (cho mượn)
Sau một mùa giải ở Mainz, Lössl ký hợp đồng một mùa giải cho mượn tới câu lạc bộ Huddersfield Town ngày 30 tháng 6 năm 2017. Ngày 12 tháng 8 năm 2017, Lössl có trận ra mắt Huddersfield trong trận thắng 3–0 với câu lạc bộ Crystal Palace.

### Trở lại Midtjylland
Vào ngày 1 tháng 2 năm 2021, sau khi rời Everton, Lössl tái ký hợp đồng với câu lạc bộ chuyên nghiệp đầu tiên của mình, Midtjylland. Tại đó, anh ấy đã tiếp quản sau cựu cầu thủ khởi đầu Jesper Hansen, nhưng cuối cùng lại phải ngồi dự bị thay cho Elías Rafn Ólafsson sau khi trở lại sau chấn thương dưới thời huấn luyện viên trưởng mới Bo Henriksen trong mùa giải 2021–22.

#### Brentford (cho mượn)
Vào ngày 31 tháng 12 năm 2021, Lössl ký hợp đồng với câu lạc bộ Premier League Brentford theo dạng cho mượn, có hiệu lực từ ngày 1 tháng 1 năm 2022. Tùy chọn biến thỏa thuận thành vĩnh viễn đã được bao gồm trong hợp đồng cho mượn sáu tháng.

## Sự nghiệp quốc tế
Lössl chơi 22 trận cho các đội trẻ quốc gia khác nhau của Đan Mạch, bao gồm 15 trận cho tuyển bóng đá quốc gia U-21 Đan Mạch.
Anh được gọi lên đội hình tuyển bóng đá quốc gia Đan Mạch vào tháng 6 năm 2015 trong một trận giao hữu với đội tuyển bóng đá quốc gia Montenegro, và trận bóng play-off UEFA Euro 2016 với tuyển bóng đá quốc gia Thụy Điển vào tháng 11 năm 2015.

## Thống kê sự nghiệp

### Câu lạc bộ
Tính đến trận đấu ngày 1 tháng 1 năm 2021
| Câu lạc bộ               | Mùa giải            | Giải quốc nội       | Giải quốc nội | Giải quốc nội | Cúp quốc gia | Cúp quốc gia | Cúp liên đoàn | Cúp liên đoàn | Khác | Khác | Tổng cộng | Tổng cộng |
| Câu lạc bộ               | Mùa giải            | Hạng                | Trận          | Bàn           | Trận         | Bàn          | Trận          | Bàn           | Trận | Bàn  | Trận      | Bàn       |
| ------------------------ | ------------------- | ------------------- | ------------- | ------------- | ------------ | ------------ | ------------- | ------------- | ---- | ---- | --------- | --------- |
| FC Midtjylland           | 2009–10             | Danish Superliga    | 12            | 0             | 3            | 0            | —             | —             | 0    | 0    | 15        | 0         |
| FC Midtjylland           | 2010–11             | Danish Superliga    | 30            | 0             | 3            | 0            | —             | —             | 0    | 0    | 33        | 0         |
| FC Midtjylland           | 2011–12             | Danish Superliga    | 25            | 0             | 0            | 0            | —             | —             | 0    | 0    | 25        | 0         |
| FC Midtjylland           | 2012–13             | Danish Superliga    | 27            | 0             | 1            | 0            | —             | —             | 2    | 0    | 30        | 0         |
| FC Midtjylland           | 2013–14             | Danish Superliga    | 33            | 0             | 1            | 0            | —             | —             | 0    | 0    | 34        | 0         |
| FC Midtjylland           | Tổng cộng           | Tổng cộng           | 127           | 0             | 8            | 0            | —             | —             | 2    | 0    | 137       | 0         |
| Guingamp                 | 2014–15             | Ligue 1             | 30            | 0             | 2            | 0            | 1             | 0             | 7    | 0    | 40        | 0         |
| Guingamp                 | 2015–16             | Ligue 1             | 37            | 0             | 2            | 0            | 3             | 0             | 0    | 0    | 42        | 0         |
| Guingamp                 | Tổng cộng           | Tổng cộng           | 67            | 0             | 4            | 0            | 4             | 0             | 7    | 0    | 82        | 0         |
| Mainz 05                 | 2016–17             | Bundesliga          | 27            | 0             | 2            | 0            | —             | —             | 5    | 0    | 34        | 0         |
| Huddersfield Town (mượn) | 2017–18             | Premier League      | 38            | 0             | 2            | 0            | 0             | 0             | 0    | 0    | 40        | 0         |
| Huddersfield Town        | 2018–19             | Premier League      | 19            | 0             | 0            | 0            | 1             | 0             | 0    | 0    | 20        | 0         |
| Huddersfield Town        | Tổng cộng           | Tổng cộng           | 57            | 0             | 2            | 0            | 1             | 0             | 0    | 0    | 60        | 0         |
| Everton                  | 2019–20             | Premier League      | 0             | 0             | 0            | 0            | 0             | 0             | —    | —    | 0         | 0         |
| Everton                  | 2020–21             | Premier League      | 0             | 0             | 0            | 0            | 0             | 0             | —    | —    | 0         | 0         |
| Everton                  | Tổng cộng           | Tổng cộng           | 0             | 0             | 0            | 0            | 0             | 0             | 0    | 0    | 0         | 0         |
| Huddersfield Town (mượn) | 2019–20             | Championship        | 0             | 0             | 0            | 0            | 0             | 0             | —    | —    | 0         | 0         |
| FC Midtjylland           | 2020–21             | Danish Superliga    | 0             | 0             | 0            | 0            | —             | —             | 0    | 0    | 0         | 0         |
| Tổng cộng sự nghiệp      | Tổng cộng sự nghiệp | Tổng cộng sự nghiệp | 278           | 0             | 16           | 0            | 5             | 0             | 14   | 0    | 313       | 0         |

## Danh hiệu
Midtjylland
- Danish Superliga: 2023–24[13]